# Bauru
Bauru és un municipi brasiler de l'Estat de São Paulo. Fundada el 1896, amb una altitud de 526 m, amb una extensió de 673,5 km², on viuen 350.492 habitants, sent la densitat demogràfica de 465,73 hab/km². El municipi té una gran activitat universitària. Allà hi ha:
- Els Campus de la Universitat de São Paulo, on funcionen les Facultats d'Odontologia de Bauru (considerada una de les millors facultats d'Odontologia del Brasil i la tercera millor del món)
- La Universitat Estatal Paulista - UNESP
- La Universitat do Sagrado Coração - USC
- La Instituição Toledo de Ensino (ITE),
- La Universidade Paulista (UNIP),
- Les Faculdades Integradas de Bauru (Fib), entre d'altres.

## Personatges il·lustres
- En aquesta ciutat va néixer el tinent-coronel Marcos Pontes, el primer brasiler, i portuguès parlant, en anar a l'espai.
- Donizete Oliveira

## Història
Aproximadament el 1850, es produeix una nova ocupació i colonització de terres, exploradors paulistes i miners comencen a explorar una vasta regió situada entre la Serra de Botucatu, riu Tietê, riu Paranapanema i riu Paranà, que estaven habitats per grups indígenes, els Káingang.
El 1856 Felícissimo Antonio Pereira, arribat de Mines Gerais, adquireix terres i s'estableix a prop de l'actual centre de Bauru (en la Hisenda de les Flors). En anys posteriors, el 1884, l'esmentada hisenda (també que es diu Campos Nous de Bauru) seria segregada per a la formació de San Sebastià de Bauru.
La zona prospera, malgrat l'atac dels nadius Kaingang i de l'aïllament de la resta de l'Estat, convertint-se en un districte de Pederneiras el 1888. L'arribada d'immigrants de l'est paulista i de Minas Gerais va portar a l'emancipació de la ciutat l'1 d'agost de 1896.
El nou municipi viu del cultiu del cafè, malgrat tenir terres menys productives i fèrtils que la resta de l'Estat, així el 1906 és escollit com a punt de partida del Ferrocarril Nord-oest del Brasil, unint la ciutat de Corumbá i Bolívia.
Durant la primera meitat del segle XX Bauru es converteix en el principal nucli econòmic d'una extensa regió compresa entre l'Oest Paulista, nord de Paraná i Mato Grosso do Sul.
Bauru rep en les primeres dècades del segle XX immigrants de diverses parts del món, destacant els italians, espanyols, portuguesos i japonesos. La creació de la línia ferrea va atreure immigrants sirians, libanesos, alemanys, francesos, xinesos i jueus de diverses nacionalitats. Més recentment ha passat a rebre bolivians, argentins, xilens, palestins i nord-americans, convertint-se en una de les ciutats més cosmopolites de l'Interior Paulista.